# إريك جاي ميلر
اريك جاي ميلر هو مهندس مدني ومهندس كندي، ولد في 9 يونيو 1951 في فورت إيري في كندا.